# Google Fit
Google Fit é uma plataforma de acompanhamento de saúde desenvolvida pela Google para o sistema operacional Android e Wear OS. É um conjunto único de APIs que combina dados de vários aplicativos e dispositivos. O Google Fit usa sensores no rastreador de atividade de um usuário ou dispositivo móvel para gravar atividades de aptidão física (como caminhar ou  andar de bicicleta), que são medidas em relação aos objetivos de fitness do usuário para fornecer uma visão abrangente de sua aptidão física. Os parceiros confirmados incluem Nike, HTC, LG, Withings, Motorola, Runtastic, MoovStudio e RunKeeper.
Gerando relatórios de atividades que podem ser visualizados com comparações diárias ou semanais. Os usuários podem escolher com quem seus dados de fitness são compartilhados, bem como excluir essas informações a qualquer momento.
 O aplicativo auxilia o usuário a mensurar o seu desempenho em várias modalidades esportivas, podendo calcular o tempo de duração da atividade esportiva, a distância percorrida, o número de passos dados, dentre outras funções.

## Interface de Programação de Aplicação
Em 25 de junho de 2014, a Google, durante o evento Google I/O 2014, anunciou o lançamento de uma série de interfaces de programação de aplicações (APIs) intitulado Google Fit. O objetivo desta plataforma seria organizar todos os dados oriundos de diferentes sensores e medidores ligados à saúde e condicionamento físico, permitindo que os diferentes apps, wearables e dispositivos se comuniquem entre si e compartilhem informações.
Na ocasião do evento, a Google não havia informado muitos detalhes sobre como seria o funcionamento deste novo produto, naquele momento, as informações indicavam que a flexibilidade dependeria mais dos diferentes aplicativos que ele estaria relacionado do que da sua própria estrutura, onde aplicativos poderiam acessar todo o perfil físico de seus usuários e compartilhar informações entre si além de programas de seguros de saúde.
Durante a conferência, a Google usou como exemplo o aplicativo Noom, que era normalmente utilizado para o usuário registrar o peso do seu corpo. Com o uso do Fit, este aplicativo poderia pegar dados de nutrição e exercícios físicos adquiridos por outros dispositivos, conseguindo criar uma relação do seu ganho ou perda de peso e os seus diários.
Para adequado funcionamento da plataforma, a Google firmou parcerias com várias empresas, que incluiam a LG, Runkeeper, RunTastic, Adidas, Basis, Nike e a Motorola.
Um pacote de materiais para desenvolvimento da plataforma seria lançado semanas depois do evento, mas naquela ocasião ainda não havia previsão para um lançamento do produto finalizado.

## Aplicativo Móvel

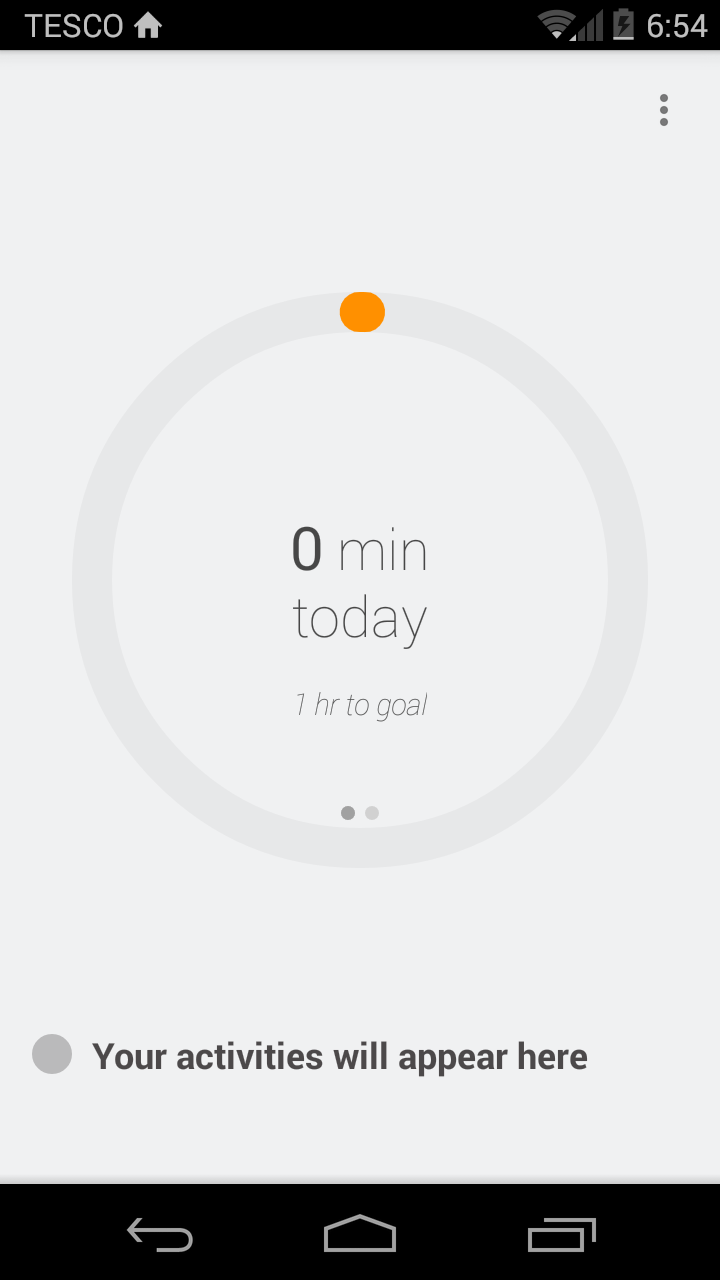
Interface do aplicativo Google Fit.

Após o lançamento da API, em 28 de outrubro de 2014, a Google anunciou o lançamento do aplicativo próprio do Google Fit para controlar todos os dados enviados por outros softwares, com isso, o aplicativo é capaz de capturar informações de caminhadas, corridas ou ciclismo, gerando relatórios de atividades que podem ser visualizados com comparações diárias ou semanais.
O aplicativo é totalmente compatível com o Android Wear e também pode ser utilizado nos smartphones de maneira autônoma, ou seja, basta instalar o Google Fit em um celular com sistema Android, conectar-se à conta Google e esperar pela captura dos dados que será feita automaticamente. Também é possível estabelecer metas para as atividades diretamente na interface do Google Fit.
Em funcionamento autônomo, as possibilidades do Google Fit ficam similares a de outros aplicativos de rastreamento para atividades físicas. Por outro lado, ao ser conectado a outros dispositivos ou aplicativos, o sistema consegue criar relatórios completos e detalhados. Com os smartwatches, por exemplo, é possível obter dados sobre batimentos cardíacos e calorias perdidas durante os exercícios.
O download do Google Fit pode ser realizado em smartphones Android a partir da versão 4.0. A interface do Google Fit é baseada no Material Design do Android Lollipop.

### Recursos do Aplicativo

#### Monitoramento de Atividades Físicas
O Google Fit monitora as atividades físicas realizadas pelo aplicativo, enquanto o usuário caminha, corre ou anda de bicicleta ao longo do dia, seu smartphone ou relógio Android Wear registra automaticamente essas atividades com o Google Fit. 

#### Estatísticas
É possível verificar com o Google Fit estatísticas em tempo real para corridas, caminhadas e percursos. O aplicativo registra a sua velocidade, ritmo, rota, elevação, dentre outros. Os dados obtidos são registrados na conta do usuário no Google e, posteriormente, podem ser utilizados para que o usuário avalie a sua performance ao longo da semana ou do mês.  O Fit também gera relatórios em gráficos de fácil compreensão.

#### Metas
É possível estabelecer metas com base em passos, tempo, distância, calorias queimadas, dentre outros, e receber recomendações personalizadas e treinamento para as metas de atividade. Para que as estimativas fiquem mais precisas, o usuário pode cadastrar metas diárias e informar dados como altura e peso, por exemplo. Usuários que utilizam o app com objetivo de emagrecer, podem utilizar o parâmetro peso atualizando-o diariamente, de forma a acompanhar o progresso ao longo do tempo.

#### Compartilhamento de informações entre aplicativos
O Google Fit permite que informações de outros aplicativos sejam agregadas para monitorar o condicionamento, a nutrição, o sono e o peso, aplicativos como Android Wear, Nike+, Runkeeper, Strava, MyFitnessPal, Lifesum, Basis, Sleep as Android, Withings e Xiaomi Mi bands podem ser vinculados ao aplicativo. https://ev.braip.com/ref?pv=pro3yoz3&af=afim22pn1

#### Conectividade
O Google Fit pode ser acessado através de smartphones, tablets, relógios Android Wear, ou via web através de "fit.google.com". Outros tipos de gadgets, que realizam o monitoramento de batimentos cardíacos, por exemplo, também podem ser sincronizados ao Fit, aumentando sua precisão nas avaliações.